# Extreme Honey: The Very Best of the Warner Bros Years
Albums de Elvis Costello
Terror and Magnificence
(1997) Painted from Memory
(1998)
Extreme Honey: The Very Best of the Warner Bros Years est une compilation d'Elvis Costello sortie le 21 octobre 1997, couvrant la période de sa carrière allant de 1989 à 1997.

## Liste des pistes
| No  | Titre                             | Auteur | Durée |
| --- | --------------------------------- | ------ | ----- |
| 1.  | The Bridge I Burned               |        | 5:21  |
| 2.  | Veronica                          |        | 3:10  |
| 3.  | Sulky Girl                        |        | 5:08  |
| 4.  | So Like Candy                     |        | 4:38  |
| 5.  | 13 Steps Lead Down                |        | 3:18  |
| 6.  | All This Useless Beauty           |        | 4:37  |
| 7.  | My Dark Life                      |        | 6:19  |
| 8.  | The Other Side of Summer          |        | 3:57  |
| 9.  | Kinder Murder                     |        | 3:26  |
| 10. | Deep Dark Truthful Mirror         |        | 4:05  |
| 11. | Hurry Down Doomsday               |        | 4:03  |
| 12. | Poor Fractured Atlas              |        | 4:02  |
| 13. | The Birds Will Still Be Singing   |        | 4:24  |
| 14. | London's Brilliant Parade         |        | 4:24  |
| 15. | Tramp the Dirt Down               |        | 5:40  |
| 16. | Couldn't Call It Unexpected No. 4 |        | 3:47  |
| 17. | I Want to Vanish                  |        | 3:13  |
| 18. | All the Rage                      |        | 3:52  |